# John Bunting
John Justin Bunting (ur. 4 września 1966 roku w Inala, Queensland) – australijski seryjny morderca. Obecnie odsiaduje wyrok dożywotniego więzienia bez możliwości zwolnienia warunkowego za 11 morderstw popełnionych w latach 1992–1999.